# اجیلنت تکنولوژیز
اجیلنت تکنالوجیز (انگلیسی: Agilent Technologies) شرکت تجهیزات سلامت آمریکایی است، که در سال ۱۹۹۹ تأسیس شد.